# Haulmé
Haulmé település Franciaországban, Ardennes megyében. Lakosainak száma 87 fő (2022. január 1.). Haulmé Bogny-sur-Meuse, Thilay és Tournavaux községekkel határos.

## Népesség
A település népességének változása:
| Lakosok száma | 115  | 93   | 86   | 70   | 114  | 91   | 91   | 88   | 87   | 87   |
|               | 1968 | 1982 | 1990 | 2006 | 2013 | 2015 | 2017 | 2019 | 2020 | 2022 |